# 속초소방서
속초소방서(束草消防署, Sokcho Fire Station)는 강원특별자치도 속초시를 관할하는 강원특별자치도 소방본부 산하의 소방서이다.
소방서장은 소방정으로 보한다.

## 연혁
- 1977년 12월 28일: 속초소방서 개서
- 2015년 5월 22일: 고성소방서 분리
- 2016년 5월 10일: 양양소방서 분리

## 조직
| - 소방행정과 - 소방행정계 - 예산장비계 | - 예방안전과 - 예방계 - 소방민원계 | - 방호구조과 - 방호계 - 구조구급계 - 조사안전계 | - 현장대응과 - 구조진압계 - 구급대 |

## 관할센터 및 관할구역
속초소방서는 3개의 119안전센터와 1개의 구조대를 산하에 두고 있다.
| 명칭                 | 사진 | 주소          | 관할구역                                  | 지역대 |
| -------------------- | ---- | ------------- | ----------------------------------------- | ------ |
| 노학119안전센터      |      | 미시령로 3226 | 조양동, 청호동, 교동, 노학동, 금호동 일부 |        |
| 영랑119안전센터      |      | 동해대로 4217 | 영랑동, 동명동, 금호동 일부               |        |
| 설악119안전센터      |      | 청봉로5길 39  | 대포동                                    |        |
| 속초소방서 119구조대 |      | 미시령로 3226 | 강원특별자치도 속초시 일원                |        |

## 사건사고
- 1996년 고성 산불
- 동해안 산불
- 낙산사 화재 사고
- 2011년 7월 27일 속초시에서 고양이를 구조하던 소방관이 추락해 1명이 순직하였다.[4][5]
- 2019년 고성-속초 산불

## 같이 보기
- 대한민국 소방청
- 대한민국의 소방
- 소방관 계급